# 18-я отдельная гвардейская мотострелковая бригада
18-я отдельная гвардейская мотострелковая Евпаторийская Краснознамённая бригада (сокр. 18 омсбр, в/ч 27777) — тактическое соединение в составе Сухопутных войск Российской Федерации. Бригада была сформирована 30 декабря 2008 года на базе 42-й гвардейской мотострелковой Евпаторийской Краснознамённой дивизии. 7 декабря 2016 года бригада была переформирована в 42-ю гвардейскую мотострелковую дивизию.
Пункты постоянной дислокации п. Ханкала и ст. Калиновская (Чеченская Республика).

## История
Соединение сформировано в июле 1940 г. в Вологде как 111-я стрелковая дивизия на базе 29-й запасной бригады Архангельского военного округа. Войну встретила в составе Киевского Особого военного округа в районе Винницы.
17 марта 1942 г. за проявленные отвагу и мужество в боях с немецкими захватчиками, за дисциплину, организованность, героизм личного состава 111-я стрелковая дивизия приказом НКО СССР № 78 преобразована в 24-ю гвардейскую стрелковую дивизию. С началом контрнаступательных действий дивизия участвует в освобождении Юга Украины и Крыма. За успешные боевые действия по овладению городами Евпатория и Саки приказом НКО СССР № 0185 от 24 апреля 1944 г ей присваивается почётное наименование «Евпаторийская», а за участие в боях по освобождению Севастополя Указом Президиума Верховного Совета СССР от 25 апреля 1944 г. она награждается орденом Красного Знамени. В дальнейшем принимает участие в освобождении Западной Украины и Польши. На завершающем этапе Великой Отечественной войны в составе ударной группировки 1-го Украинского фронта дивизия принимает участие в проведении Берлинской наступательной операции. Свыше 14 000 офицеров, сержантов и солдат соединения за мужество и героизм, проявленные в годы войны, награждены орденами и медалями, 11 человек удостоены звания Героя Советского Союза.
К 1 сентября 1949 г. проведены передислокация дивизии в г. Грозный Чечено-Ингушской АССР и её переформирование в 24-ю гвардейскую Евпаторийскую Краснознамённую горно-стрелковую дивизию СКВО, прошедшую в 1950 г, перевооружение для проведения в 1951—1954 гг. горной подготовки.
1 июня 1957 г. соединение преобразовано в 42-ю гвардейскую мотострелковую дивизию 12-го армейского корпуса.
В 1987 году 42-я гвардейская учебная мотострелковая дивизия была переформирована в 173-й гвардейский окружной учебный Евпаторийский Краснознамённый центр подготовки младших специалистов (мотострелковых войск).
В 1992 году 173-й гвардейский окружной учебный центр был расформирован.
42-я гвардейская мотострелковая дивизия вновь сформирована в январе 2000 года и вошла в состав 58-й общевойсковой армии СКВО и ОГВС СК.
С 30 декабря 2008 года дивизия преобразована в 18-ю отдельную гвардейскую мотострелковую Евпаторийскую Краснознамённую бригаду с дислокацией в н.п. Ханкала и Калиновская.
18-я отдельная гвардейская мотострелковая бригада была преобразована в 42-ю гвардейскую мотострелковую дивизию с сохранением наград и почётных наименований.

## Боевой путь
5 июля 1941 года 111-я стрелковая дивизия, вместе с 3-й танковой дивизией ведёт бои за Остров двумя.
Утром 24 августа 1941 года части дивизии, следовавшие на северо-запад в районе Ящера встретили противника, и завязали с ним бой на фронте Большая Дивенка — Беково. Вплоть до 2 сентября 1941 года дивизия ведёт бои в том районе.
Со 2 сентября 1941 года, уничтожив свою материальную часть, остатки дивизии тремя отдельными колоннами начали выход из окружения.
Участвует с 10 ноября 1941 года в Тихвинской наступательной операции, нанося удар севернее Малой Вишеры, участвует в освобождении последней 20 ноября 1941 года, затем наступает на Грузино.
24-я гвардейская стрелковая дивизия участвовала в Ростовской операции, наступая в общем направлении Цимлянская, Раздорская. В тяжёлых боях к 6 февраля 1942 года дивизия вышла в район Усмань — Резников. После этого дивизия в дальнейшем наступлении принимала участие в освобождении Новочеркасска (13 февраля 1943 года) и Матвеева Кургана. В ходе Никопольско-Криворожской операции в составе 28-й армии участвовала в ликвидации Никопольского плацдарма. В феврале 1944 года дивизия была снята с позиций, отведена сначала под Каховку и Британы, а затем переброшена в район Перекопа, где до апреля 1944 года готовилась к освобождению Крыма.
С 8 апреля 1944 года прорывала оборону противника на Перекопе.
С 5 октября 1944 года перешла в наступление в ходе Мемельской операции.
С 13 января 1945 года перешла в наступление на правом фланге армии в ходе Восточно-Прусской операции, форсировала реку Роминте и овладела крупным опорным пунктом противника Перкаллен.
В апреле 1945 года принимала участие в Земландской операции
42-я гвардейская мотострелковая дивизия принимала участие во Второй чеченской войне.
В августе 2008 года 42-я дивизия приняла участие в войне против Грузии.

## Память
Потери 42-й гвардейской мотострелковой дивизии:
Пали при выполнении служебного долга в Чеченской Республике:
| п/п | Фамилия, имя, отчество            | Звание                                     | Должность, часть                                                                    | Родился, место рожд.                                            | Погиб | Похоронен                                                        | Особые отметки             |
| --- | --------------------------------- | ------------------------------------------ | ----------------------------------------------------------------------------------- | --------------------------------------------------------------- | --- | ---------------------------------------------------------------- | -------------------------- |
| 1.  | Данилевич Антон                   | гвардии старший лейтенант                  | командир разведывательной роты                                                      | Уссурийск                                                       | 01.09.2004, его боевая машина подорвалась на мине, замаскированной у обочины дороги. Умер от ран в госпитале. | похоронен на городском кладбище Уссурийска.                      |                            |
| 2.  | Дмитриенко Виталий Сергеевич      | рядовой                                    | стрелок-помощник гранатомётчика                                                     | 1982, посёлок Горные ключи Приморского края                     | 20.02.2002 при выполнении боевого задания от подрыва радиоуправляемого фугаса                                 | похоронен на кладбище посёлка Горные ключи                       |                            |
| 3.  | Ескин Владимир Владимирович       | гвардии старший сержант контрактной службы | механик-водитель                                                                    | 1964, посёлок Райконкоски Суоярвского района Карельской АССР    | 12.07.2001 при выполнении боевой задачи                                                                       | похоронен на Марьинском кладбище Кировск Ленинградской области.  |                            |
| 4.  | Коровушкин Александр Владимирович | младший сержант                            | командир отделения отдельной роты сопровождения грузов                              | 1984, Владивосток                                               | 19.05.2003 при обезвреживании радиоуправляемого взрывного устройства.                                         | похоронен в г. Артём Приморского кпая.                           |                            |
| 5.  | Сердюков Эдуард Юрьевич           | младший сержант                            | механик-водитель БМП                                                                | 1981, г. Дальнереченск Приморского края                         | 22.05.2001 при подрыве боевой машины на самодельном взрывном устройстве большой мощности                      | похоронен на Аллее Героев городского кладбища г. Дальнереченска. |                            |
| 6.  | Соловьёв Сергей Викторович        | рядовой                                    | старший стрелок                                                                     | 1980, Дзержинск Горьковской области                             | 12.12.2001 при выполнении боевого задания                                                                     | похоронен на Морском кладбище г. Владивостока.                   |                            |
| 7.  | Хачко Михаил Сергеевич            | младший сержант                            | старший механик-водитель                                                            | 1980, г. Артём Приморского края                                 | 8.02.2001 г. при выполнении боевого задания                                                                   | похоронен на Шевелевском кладбище г. Артёма.                     |                            |
| 8.  | Посадский Владислав Анатольевич   | полковник                                  | начальник штаба отдельного мотострелкового батальона специального назначения Восток | 11.09.1964, Салтыковка Балашихинского района Московской области | 23.01.2004 при освобождении заложников в ЧР                                                                   | Похоронен на Славянском кладбище г. Краснодара.                  | Герой Российской Федерации |
| 9.  | Нефф Виталий Витальевич           | гвардии младший лейтенант                  | командир танкового взвода 71-го гв. МП                                              | 12.02.1984, Якутск                                              | 10.08.2008 при выполнении боевого задания в г. Цхинвал                                                        | Похоронен в деревне Бакмасиха                                    | Герой Российской Федерации |

Потери 18-й отдельной гвардейской мотострелковой бригады:
- 2009 год — 8 погибших и более 8 раненых;
- 2010 год — 4 погибших, 4 раненых;
- 2011 год (по состоянию на 27.08.2011) — 2 погибших, 8 раненых.
  - За 2011 год было три боестолкновения с потерями, из которых самые большие — это нападение боевиков близ Ханкалы на колонну батальона специального назначения бригады, когда погиб 1 военнослужащий и 7 были ранены.

## Состав
|  | управление                                                                         |
|  | 1-й мотострелковый батальон                                                        |
|  | 2-й мотострелковый батальон                                                        |
|  | 3-й мотострелковый батальон                                                        |
|  | танковый батальон                                                                  |
|  | разведывательный батальон                                                          |
|  | 1-й гаубичный самоходно-артиллерийский дивизион                                    |
|  | 2-й гаубичный самоходно-артиллерийский дивизион                                    |
|  | реактивный артиллерийский дивизион                                                 |
|  | противотанковый артиллерийский дивизион                                            |
|  | зенитный ракетный дивизион                                                         |
|  | зенитный ракетно-артиллерийский дивизион                                           |
|  | инженерно-сапёрный батальон                                                        |
|  | батальон управления (связи)                                                        |
|  | батальон материального обеспечения                                                 |
|  | ремонтно-восстановительный батальон                                                |
|  | стрелковая рота (снайперов)                                                        |
|  | рота радиоэлектронной борьбы                                                       |
|  | батарея управления и артиллерийской разведки (начальника артиллерии)               |
|  | рота БЛА                                                                           |
|  | рота радиационной, химической и биологической защиты                               |
|  | медицинская рота                                                                   |
|  | комендантская рота                                                                 |
|  | взвод управления и радиолокационной разведки (начальника противовоздушной обороны) |
|  | взвод управления (начальника разведывательного отделения)                          |
|  | взвод инструкторов                                                                 |
|  | взвод тренажёров                                                                   |
|  | полигон                                                                            |
|  | оркестр                                                                            |

На вооружении: 40 ед. Т-72Б/Б обр. 1989, 1 ед. Т-72БК, 129 ед. БТР-82А , 27 ед. БТР-80, 6 ед. ГАЗ-233014 СТС «Тигр», 15 ед. МТ-ЛБ, 18 ед. 2Б26 «Град», 36 ед. 152-мм 2С3 «Акация», 18 ед. 120-мм миномётов 2С12 «Сани», 12 ед. 100-мм пушек МТ-12 «Рапира», 12 ед. самоходных птрк 9П149 «Штурм-С», 4 ед. БРДМ-2, 12 ед. БМ 9А33БМ2(3) «Оса», 6 ед. БМ 9А34(35) «Стрела-10», 6 ед. ЗСУ 2С6М «Тунгуска», 27 ед. ПЗРК 9К38 «Игла».

## Вооружение и военная техника

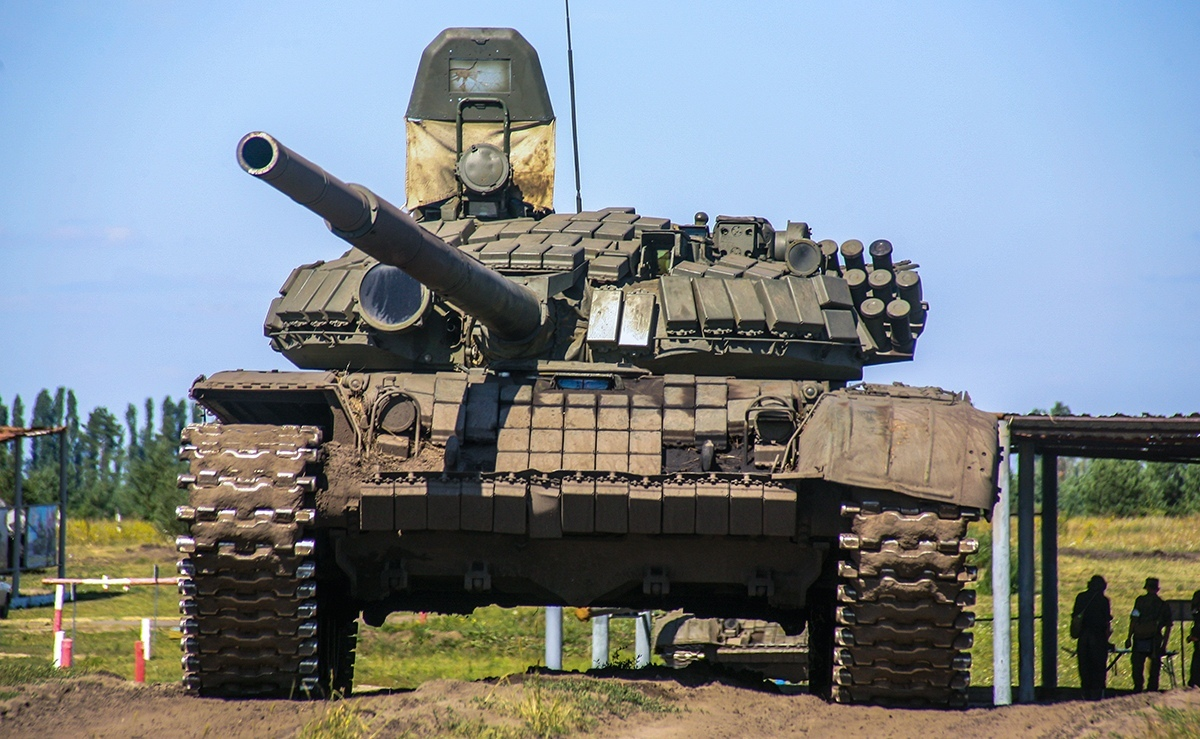
Т-72Б
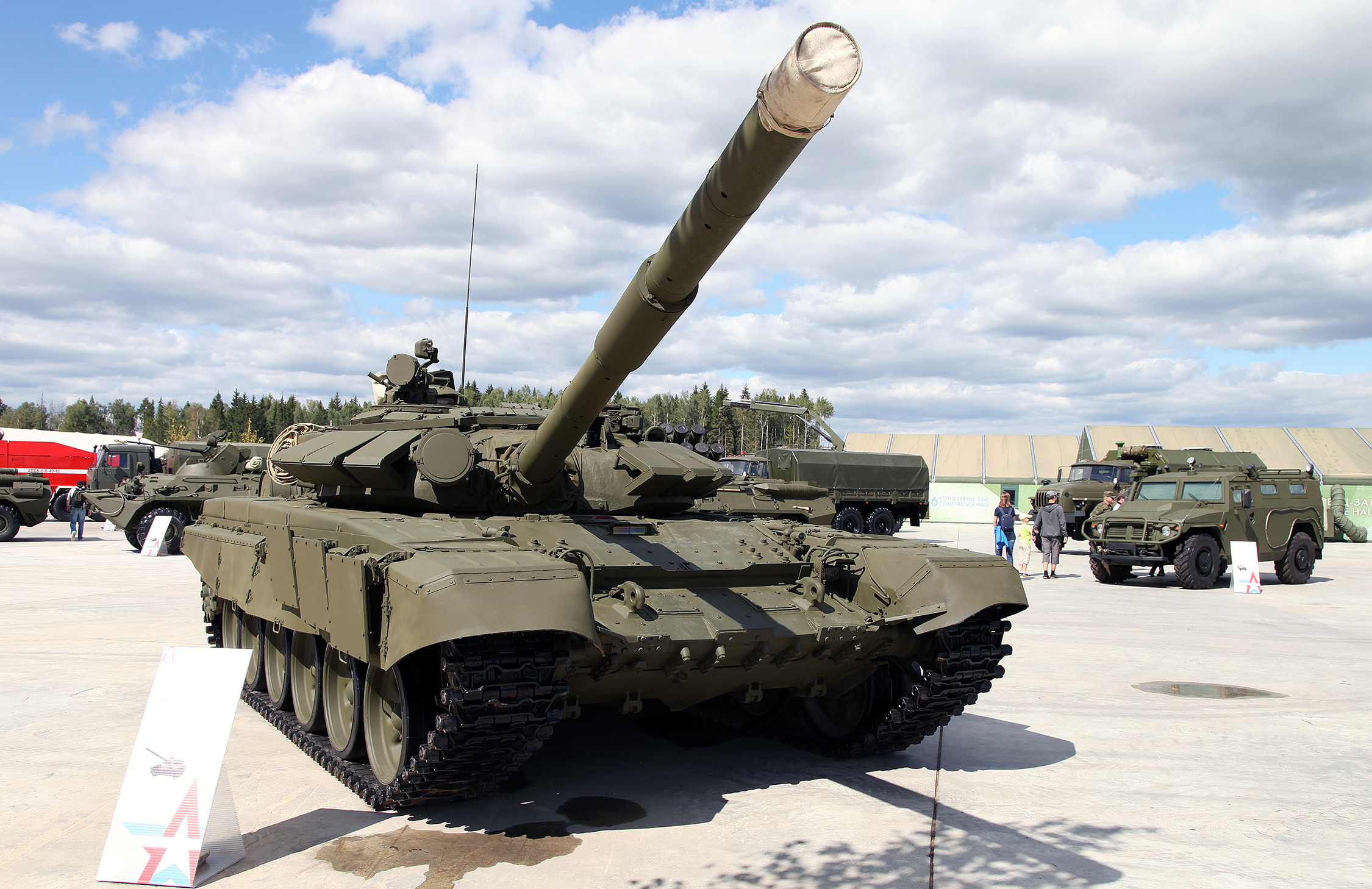
Т-72Б обр. 1989
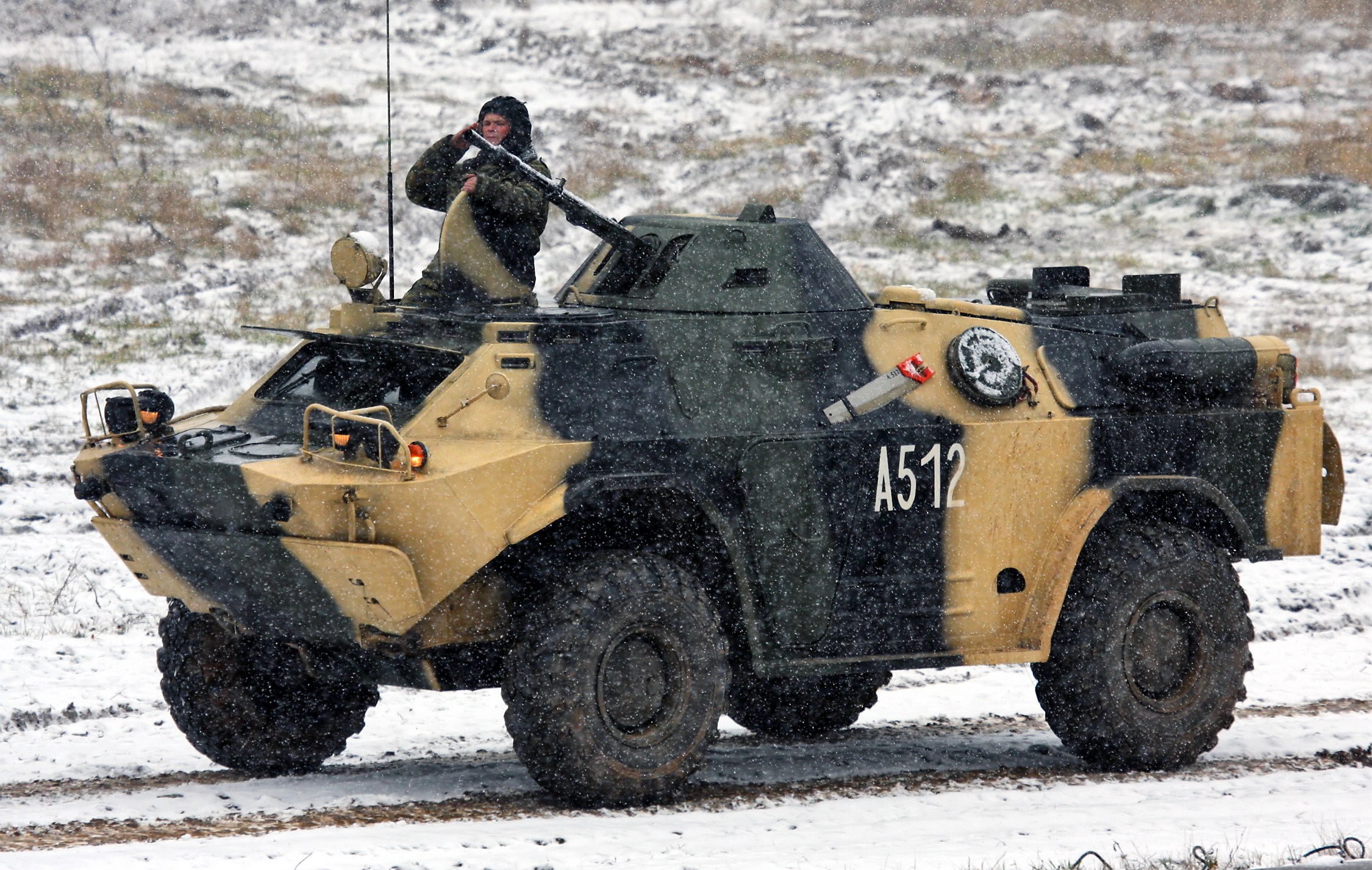
БРДМ-2М
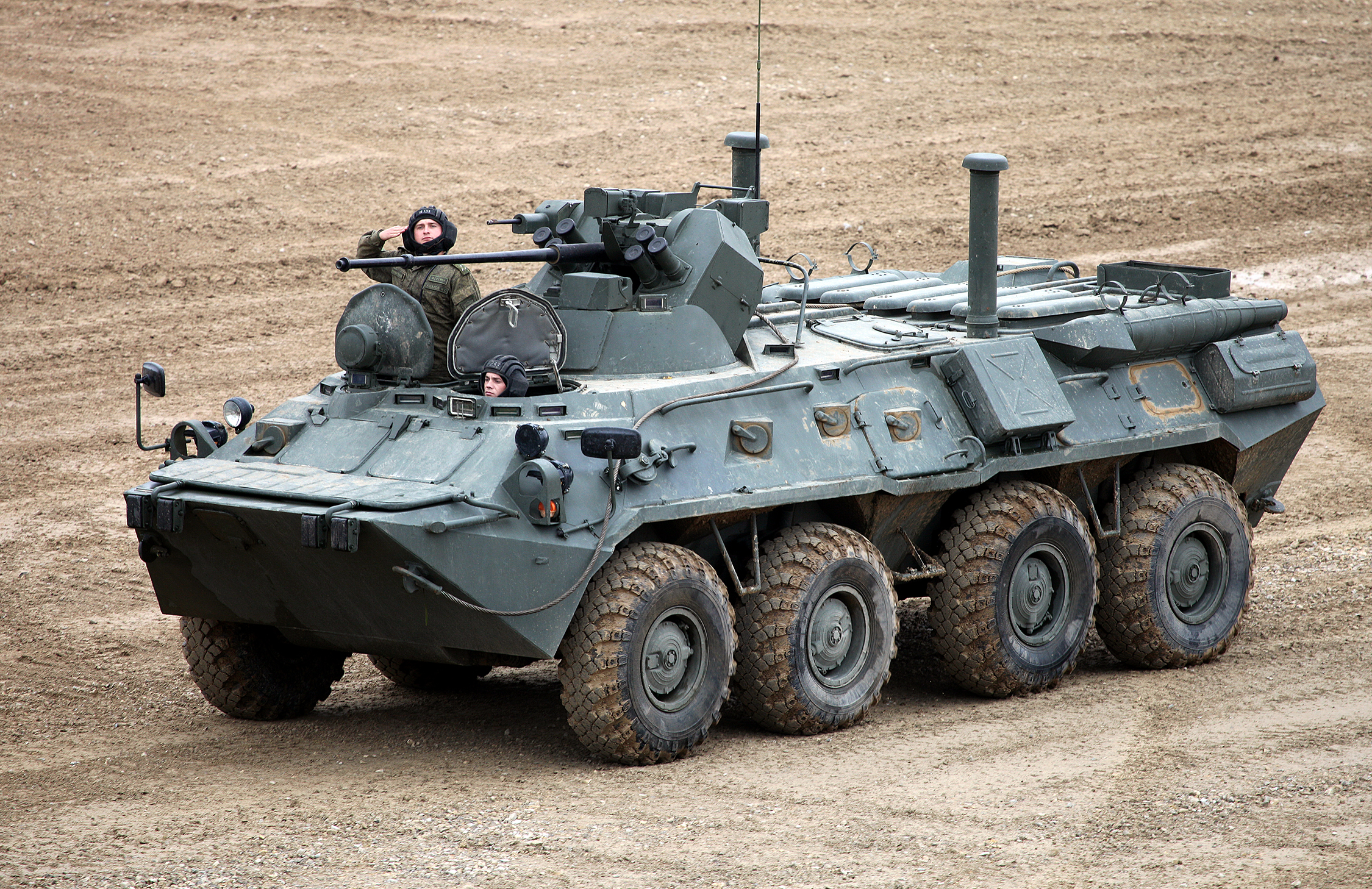
БТР-82А
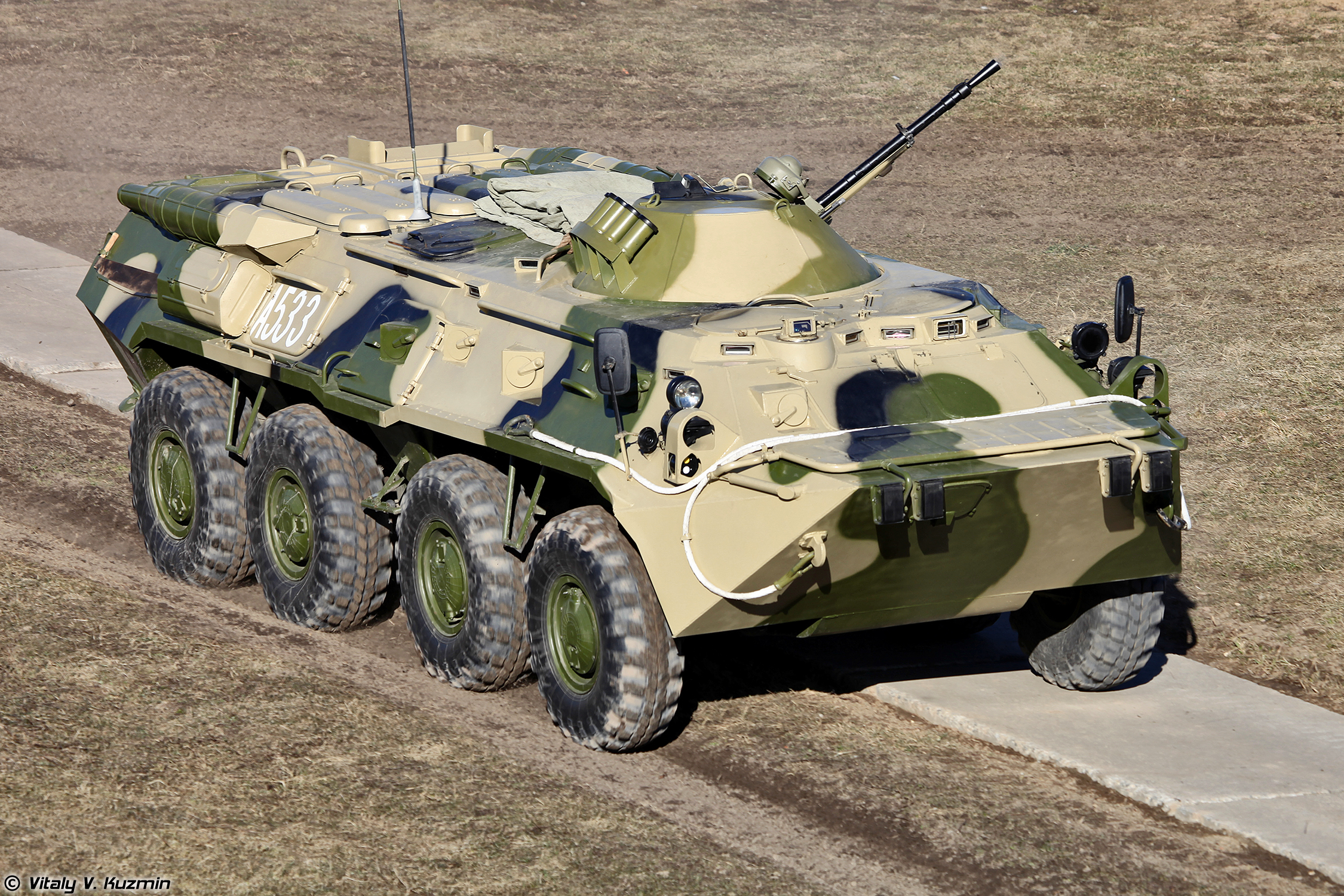
БТР-80
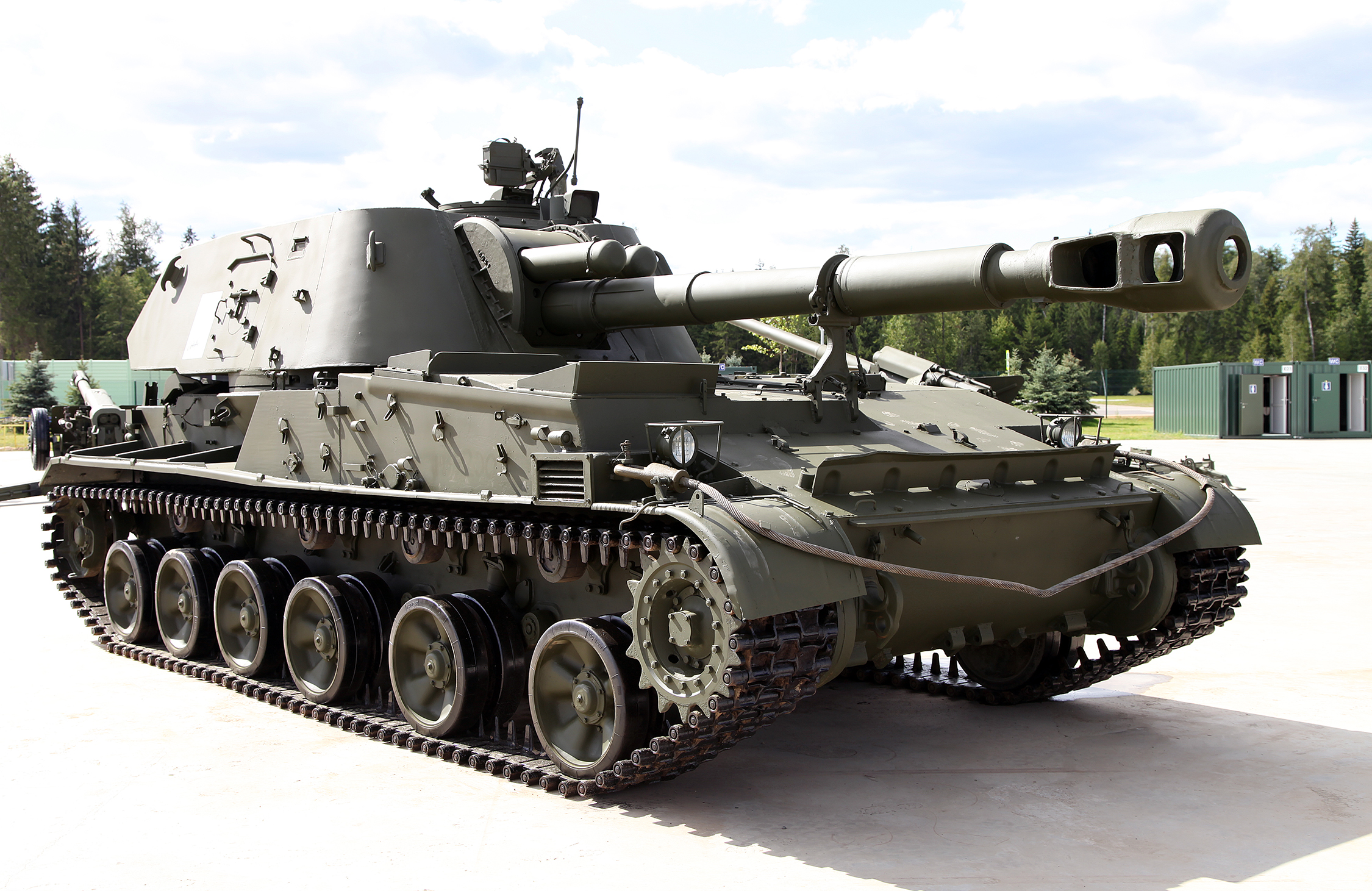
2С3
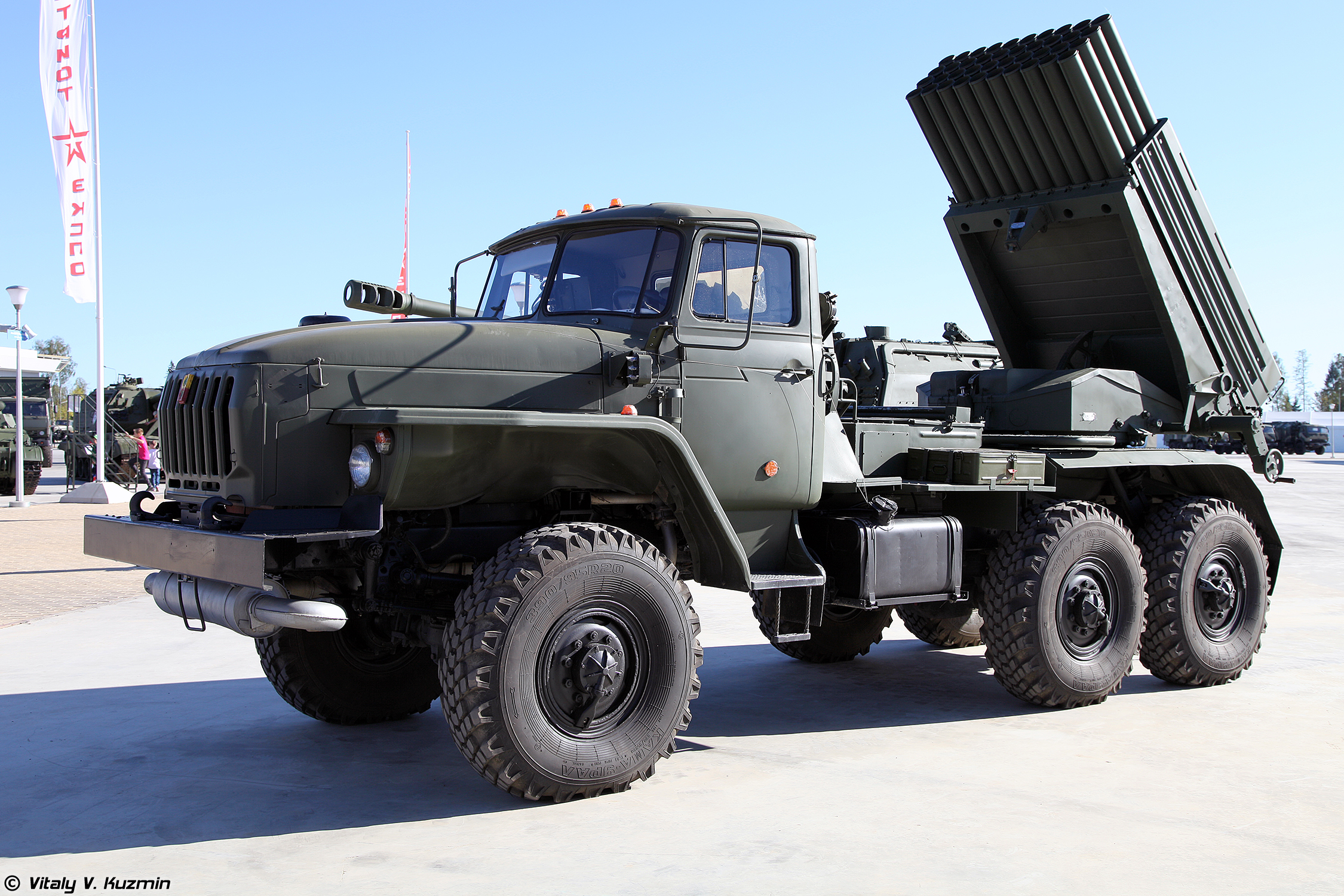
Град
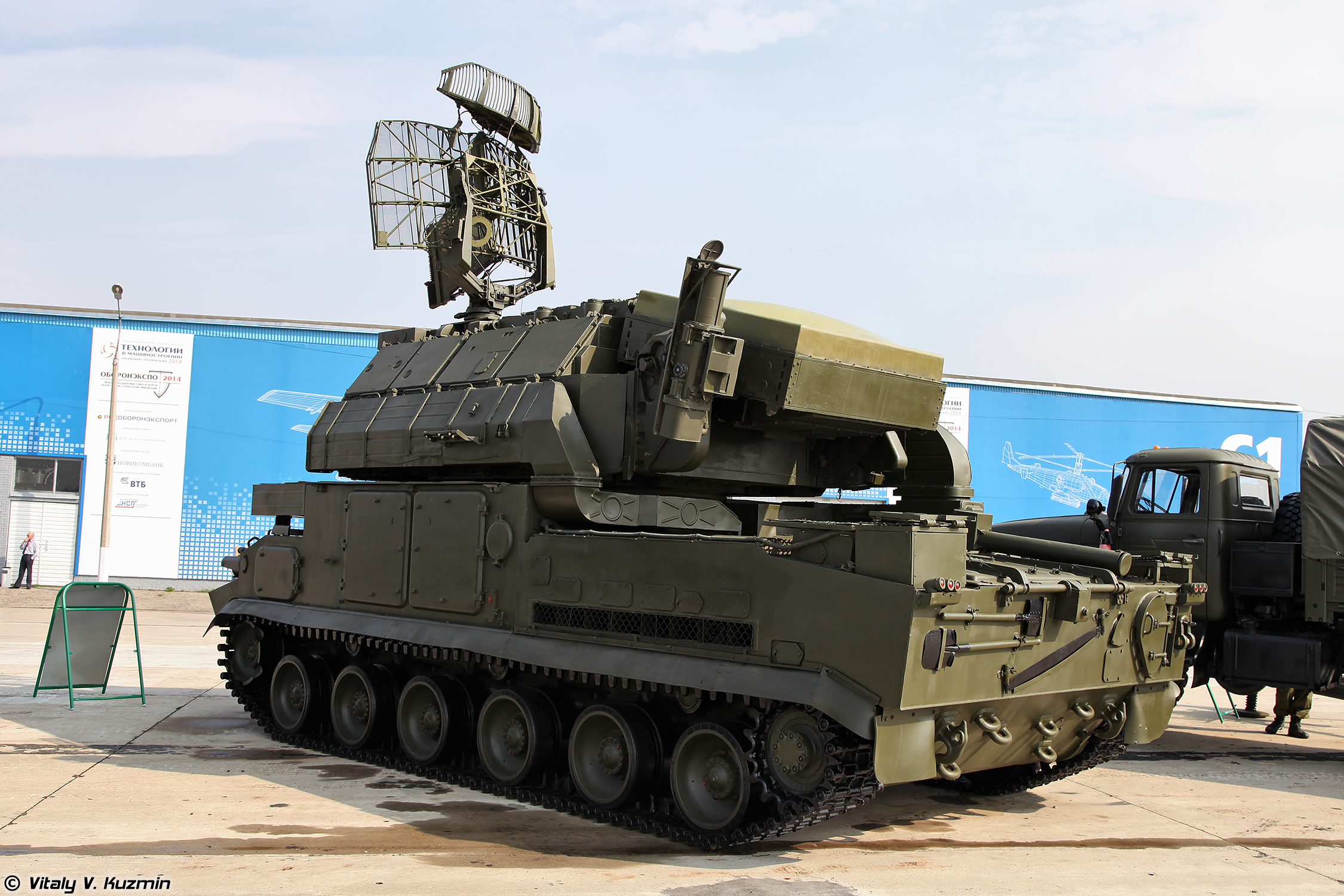
Тор
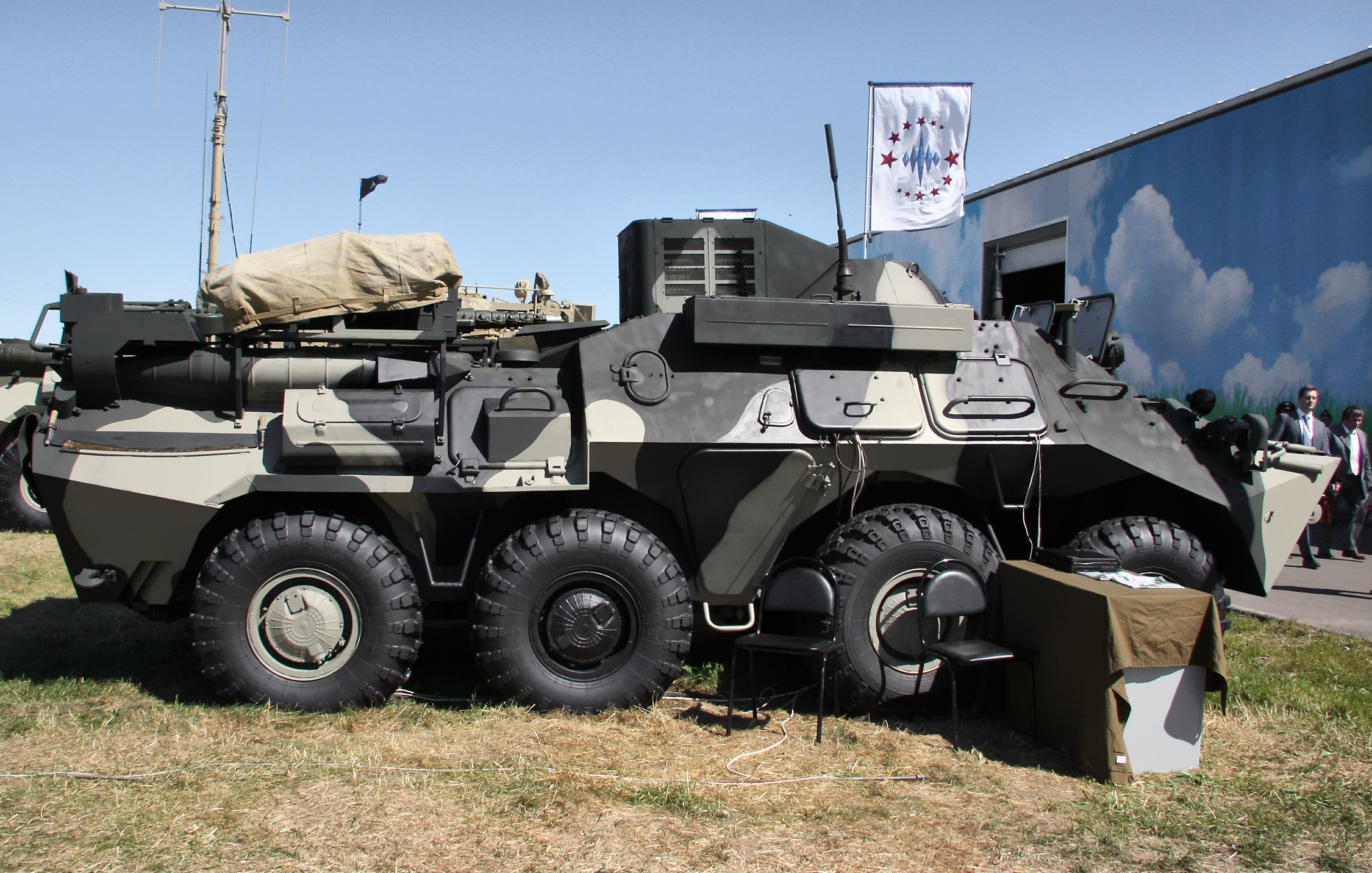
Р-149БМР
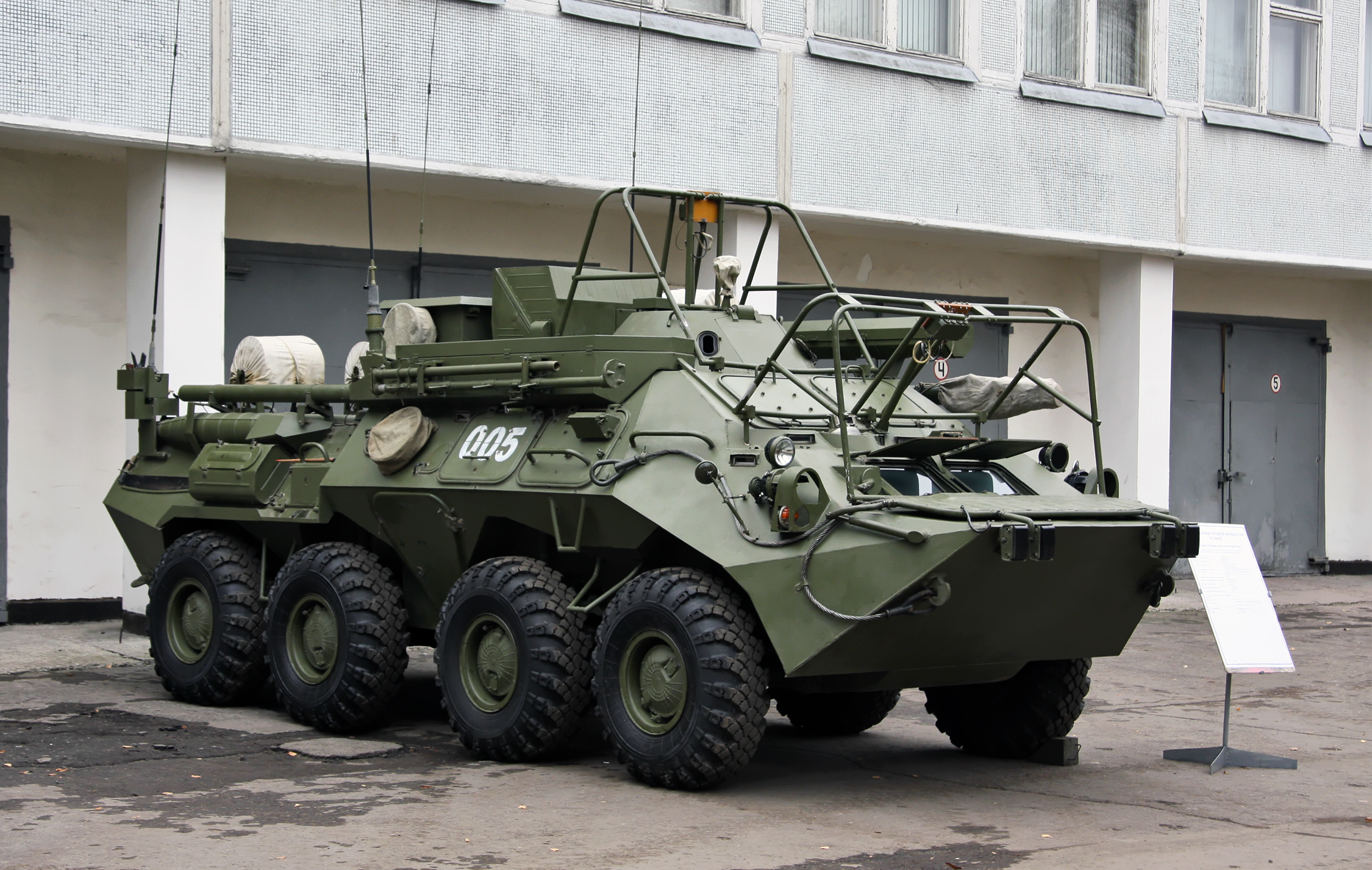
Р-166-0,5
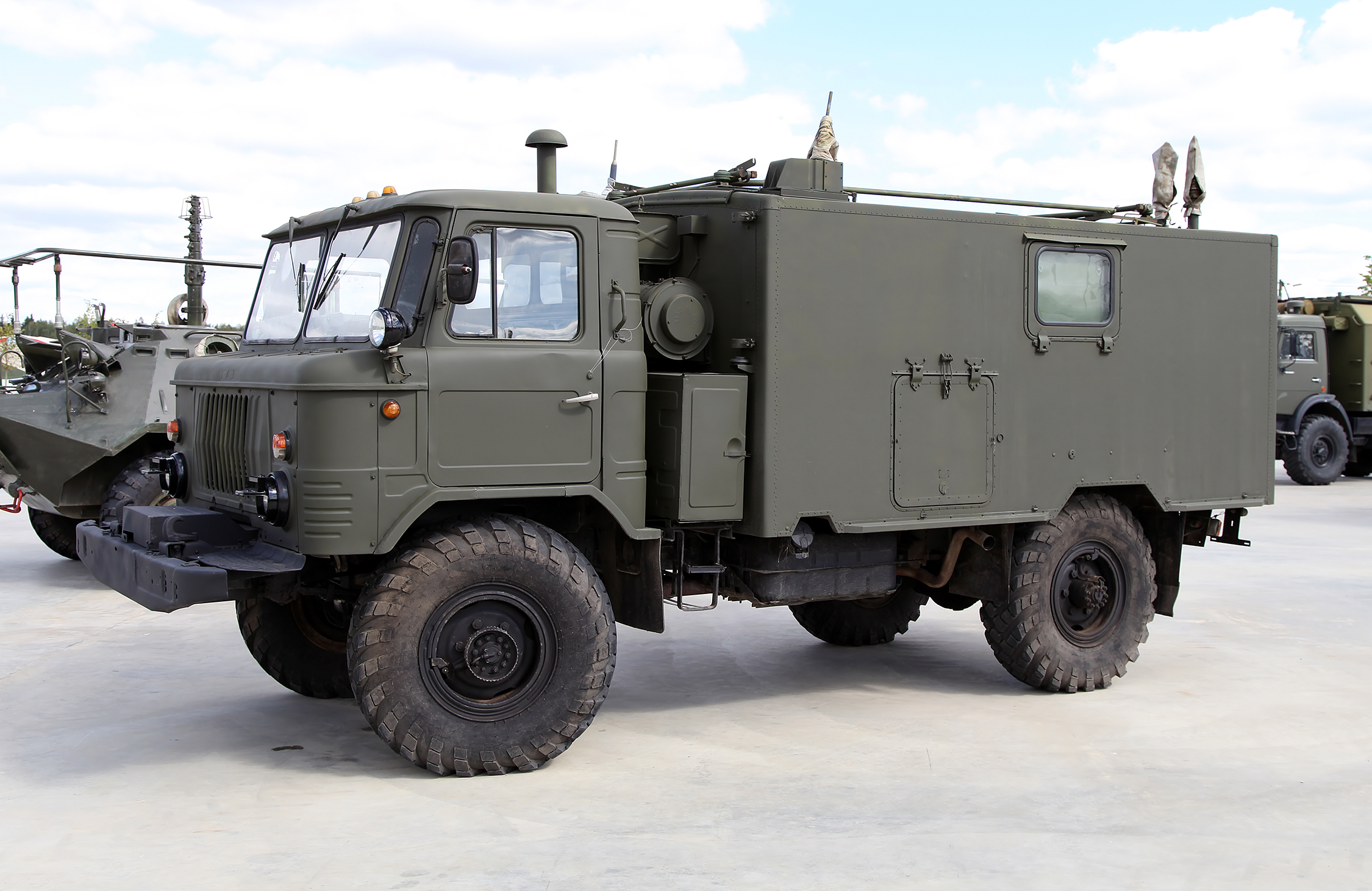
Р-142Н
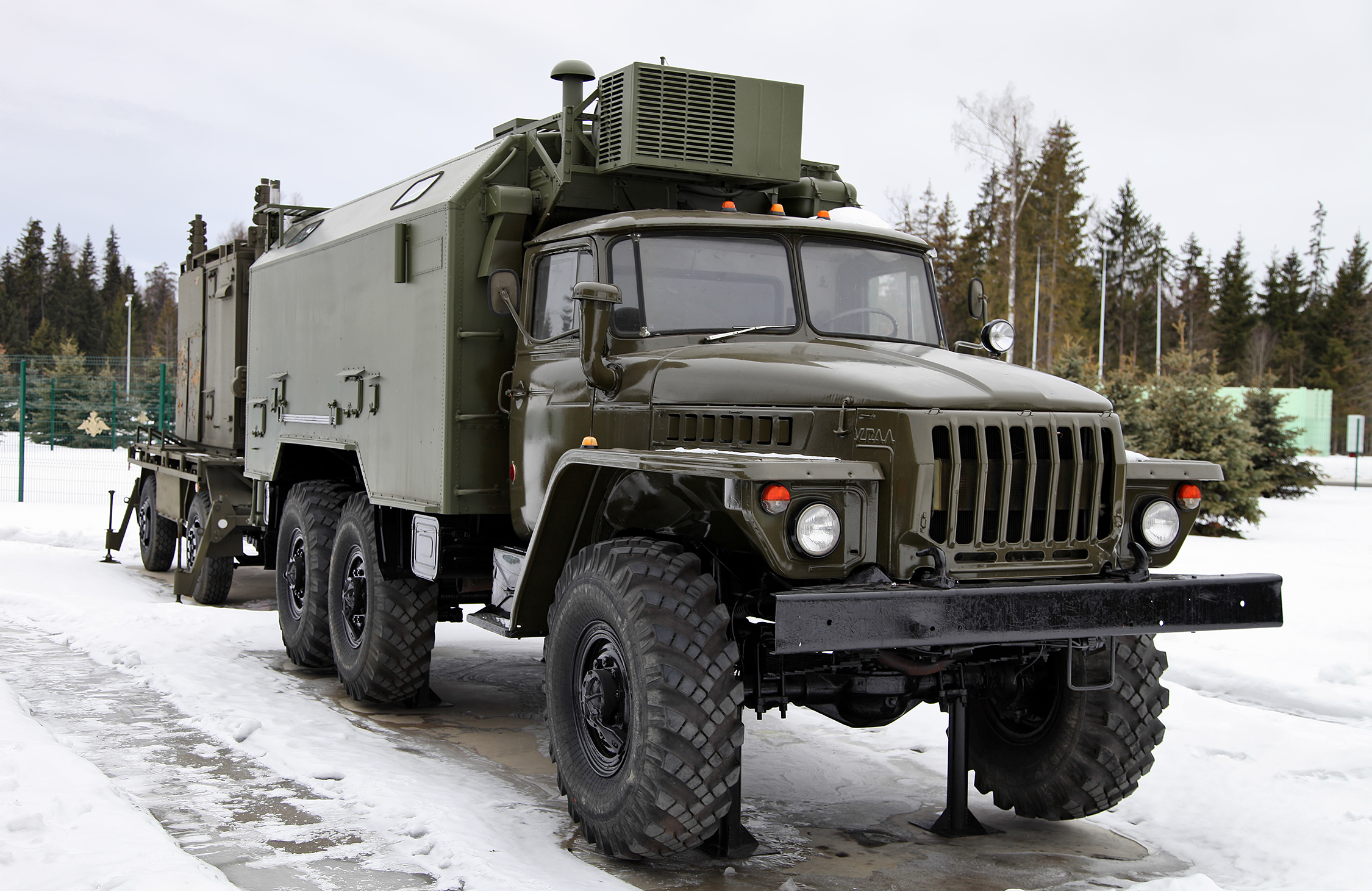
Р-330Ж
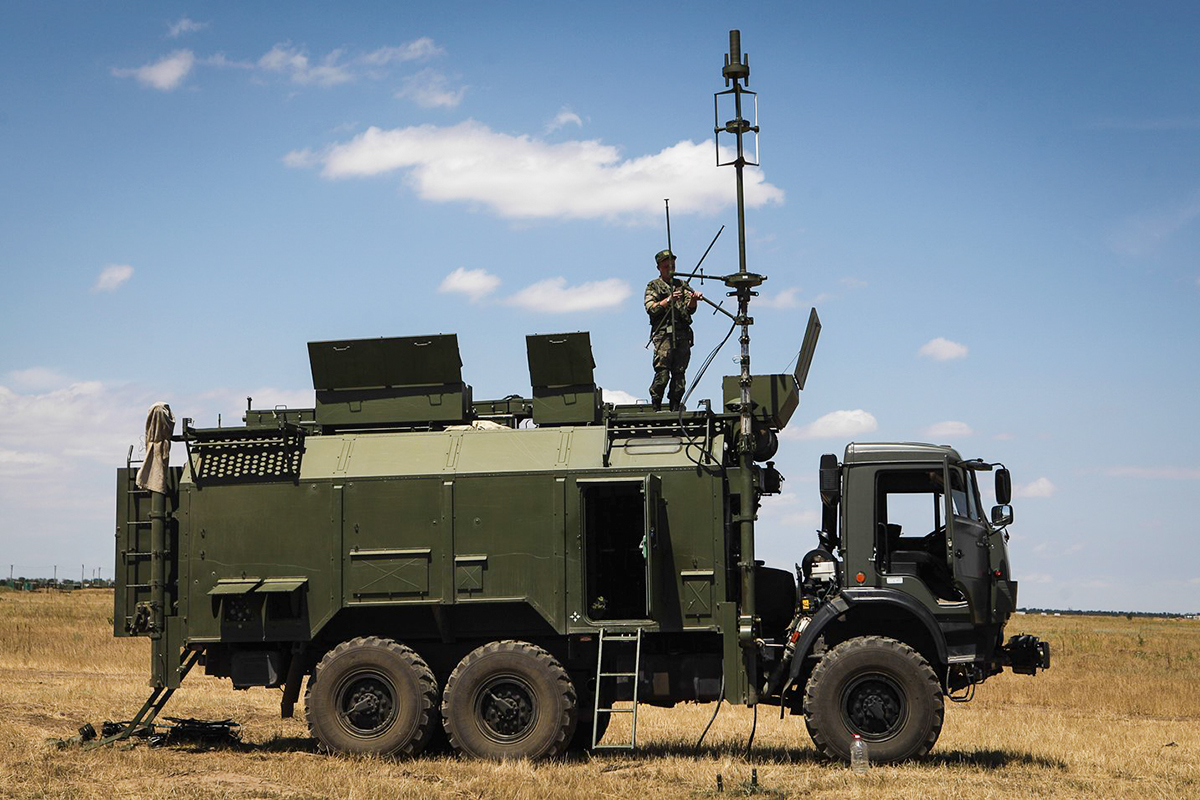
Р-934
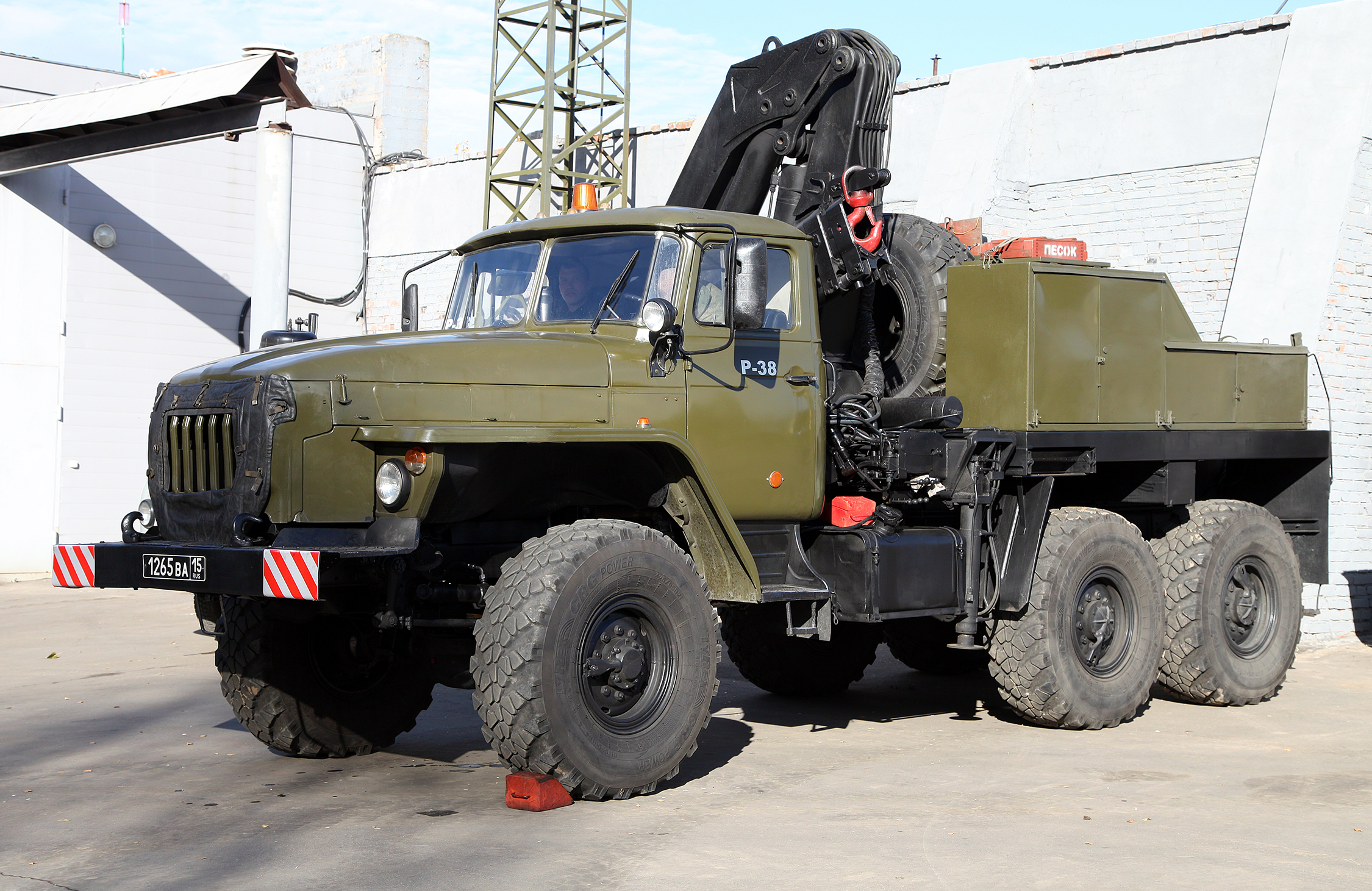
МТП-А2
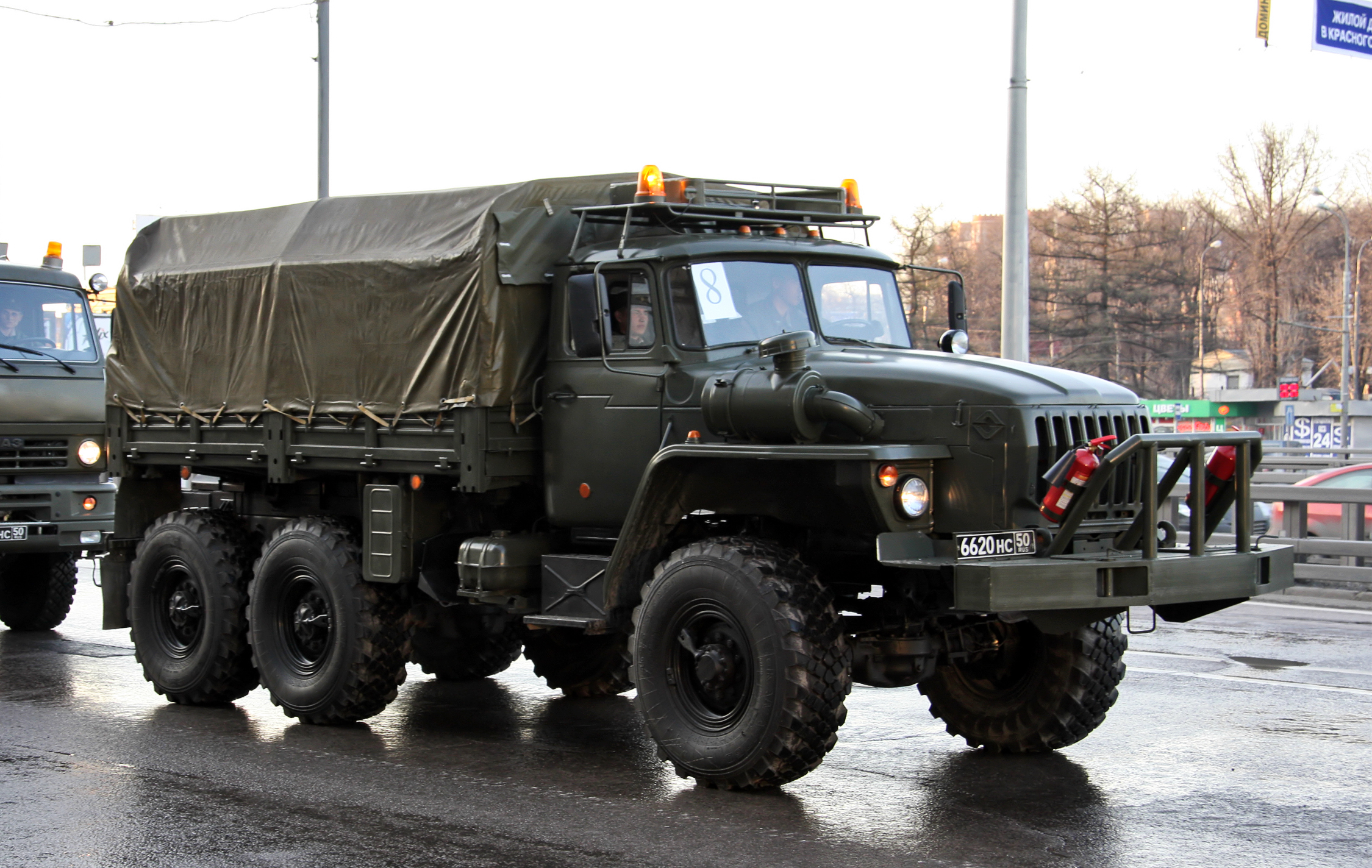
КТ-ЛМ
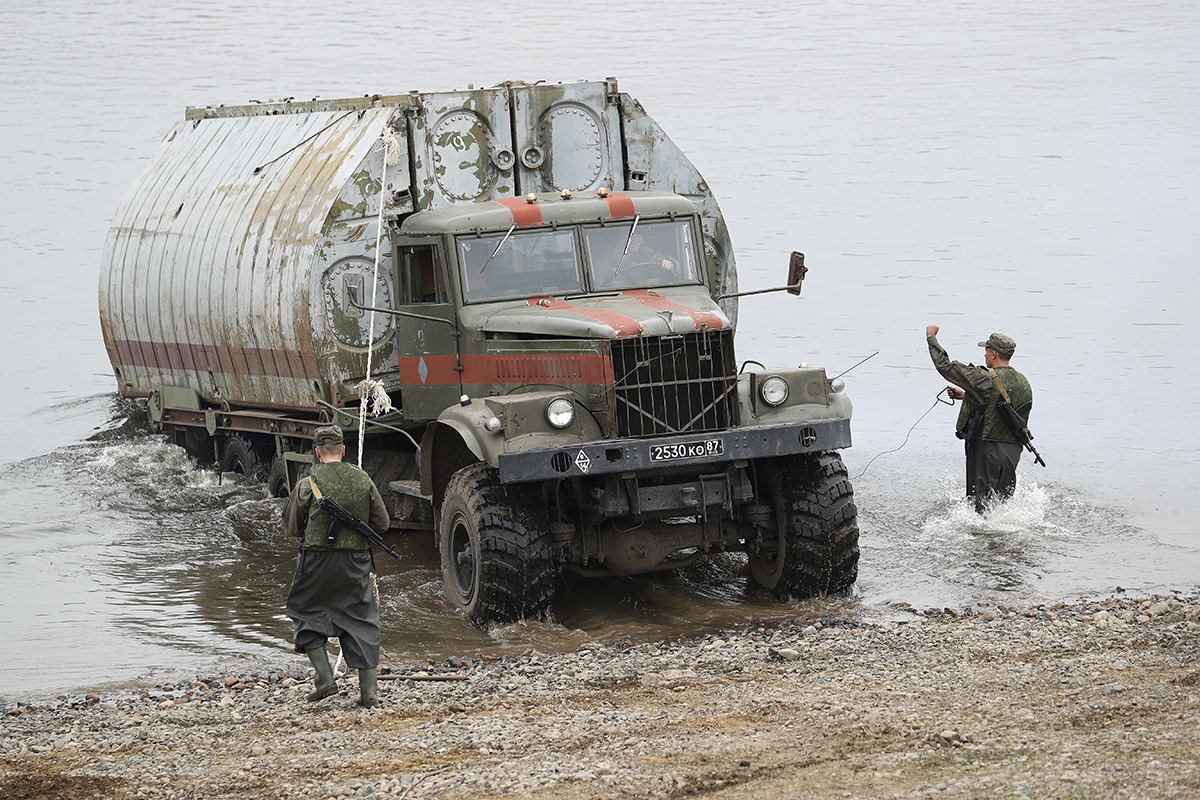
ПМП
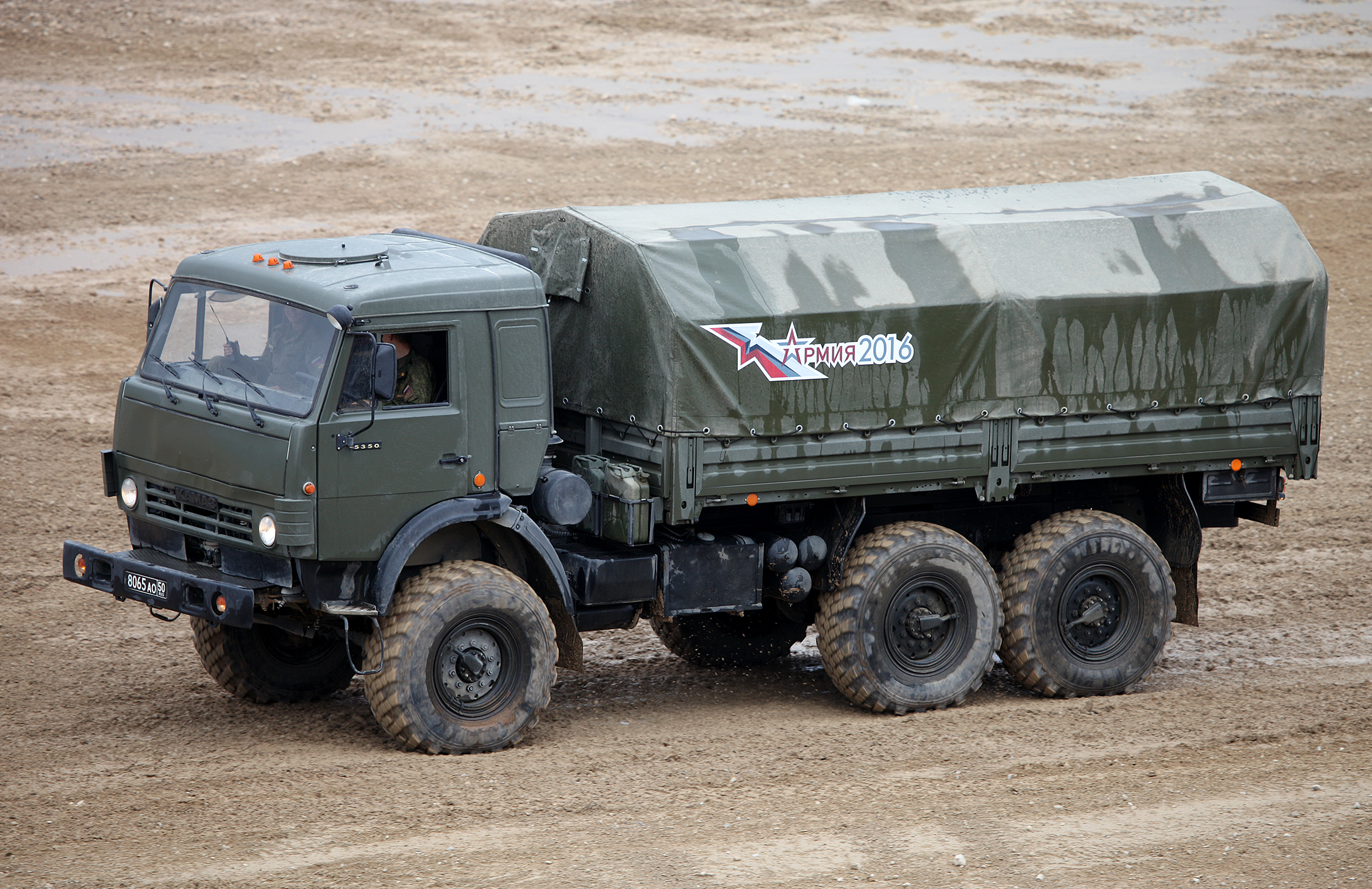
КАМАЗ 5350
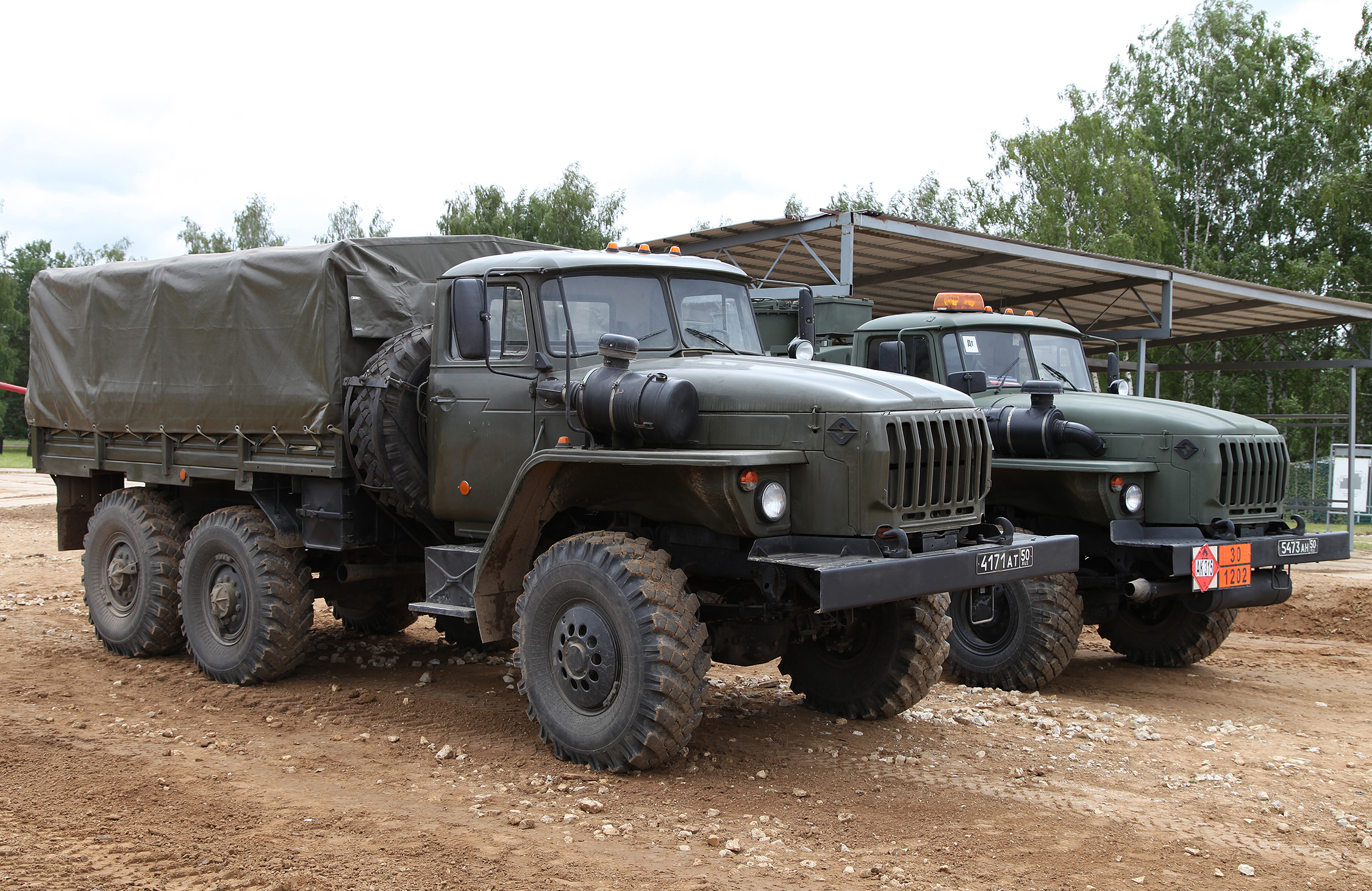
Урал-4320